# Alcapurria

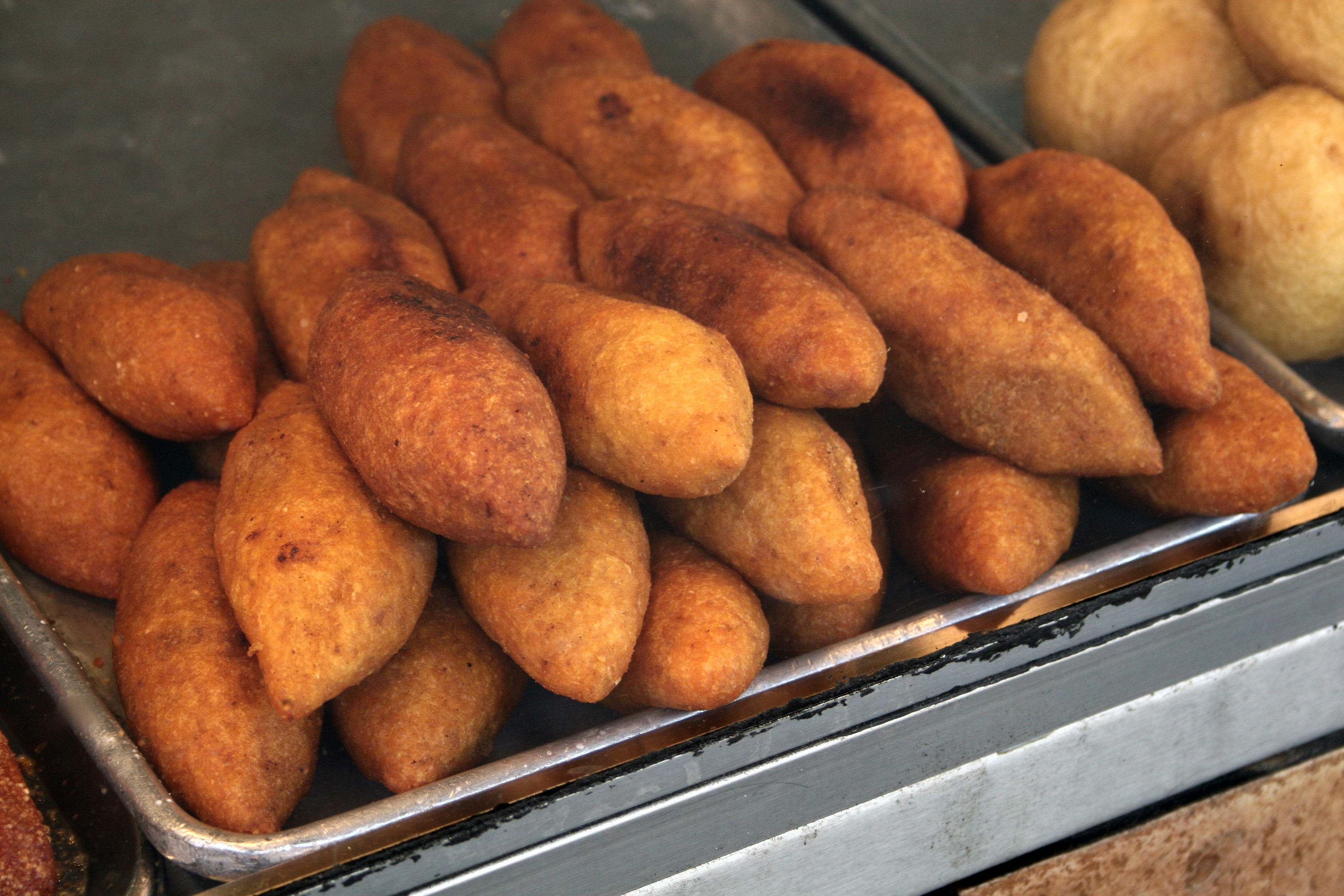
Alcapurrias

Alcapurria ist ein beliebtes Krapfengericht aus Puerto Rico.

## Herkunft
Das Gericht ist aufgrund der Einwanderung von Armeniern und levantinischer Araber möglicherweise auf die Kibbeh aus dem Nahen Osten zurückzuführen.

## Zubereitung
Der die Füllung umgebende Teig, die Masa, besteht hauptsächlich aus grünen Bananen und geriebener Yautía (Lieferant von Speisestärke), optional kann Kürbis hinzugefügt werden. Die grünen Bananen können auch durch Brotfrucht, Maniok, Taro, Kochbananen oder andere Pfeilwurze ersetzt werden.

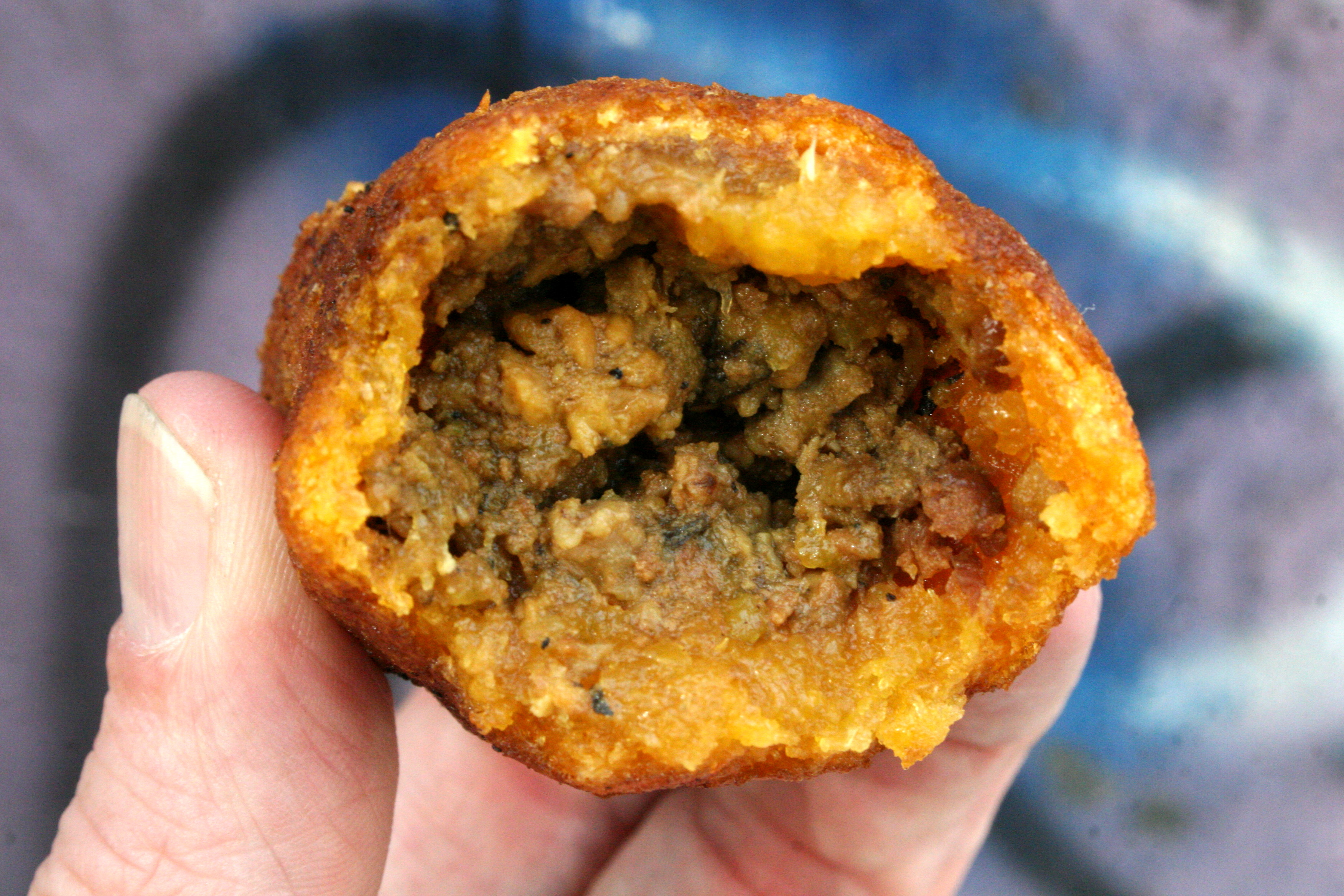
Blick ins Innere einer Alcapurria

Alcapurrias werden im Allgemeinen mit Schweineschmalz, Annatto, Knoblauch und Speisesalz gewürzt. Die Annattosamen werden in Schweineschmalz geköchelt, um den Großteil ihres Geschmacks und ihrer charakteristischen gelborangen Farbe freizusetzen, und dann über die Masa gegossen. Anschließend wird die Masa mehrere Stunden gekühlt, um eine feste Konsistenz zu erreichen.
Gewürfelte Kartoffeln, Picadillo oder Corned Beef sind die typischsten Füllingen; andere sind Longaniza (ähnlich wie Chorizo), Blutwurst, geschmortes Fleisch, Käse, Meeresfrüchte und Gemüse. Alcapurrias werden sowohl an Kiosken wie auch in Restaurants angeboten.